# Allison Garratt
Allison Garratt es una deportista británica que compitió en natación sincronizada. Ganó dos medallas en el Campeonato Europeo de Natación, oro en 1983 y plata en 1985.

## Palmarés internacional
| Campeonato Europeo | Campeonato Europeo | Campeonato Europeo | Campeonato Europeo |
| Año                | Lugar              | Medalla            | Prueba             |
| ------------------ | ------------------ | ------------------ | ------------------ |
| 1983               | Roma (Italia)      | Medalla de oro     | Equipo             |
| 1985               | Sofía (Bulgaria)   | Medalla de plata   | Equipo             |